# 아서스 패스 국립공원
아서스 패스 국립공원(Arthur's Pass National Park )은 뉴질랜드 남섬에 위치한 국립공원이다. 1929년 지정되었으며, 남섬에서는 최초로, 뉴질랜드에서는 세 번째의 국립공원이되었다. 이 국립공원은 73번 국도에 의해 양분된다. 똑 같은 이름을 가진 아서스 패스 타운과 아서스 패스 고개를 지나가는 길은 해발 920m 높이의 서던알프스산맥을 가로지른다. 이 국립공원은 보존국에 의해 관리되며, 아서스 패스 타운에서 행정과 정보 센터를 담당하는 본부를 운영한다.

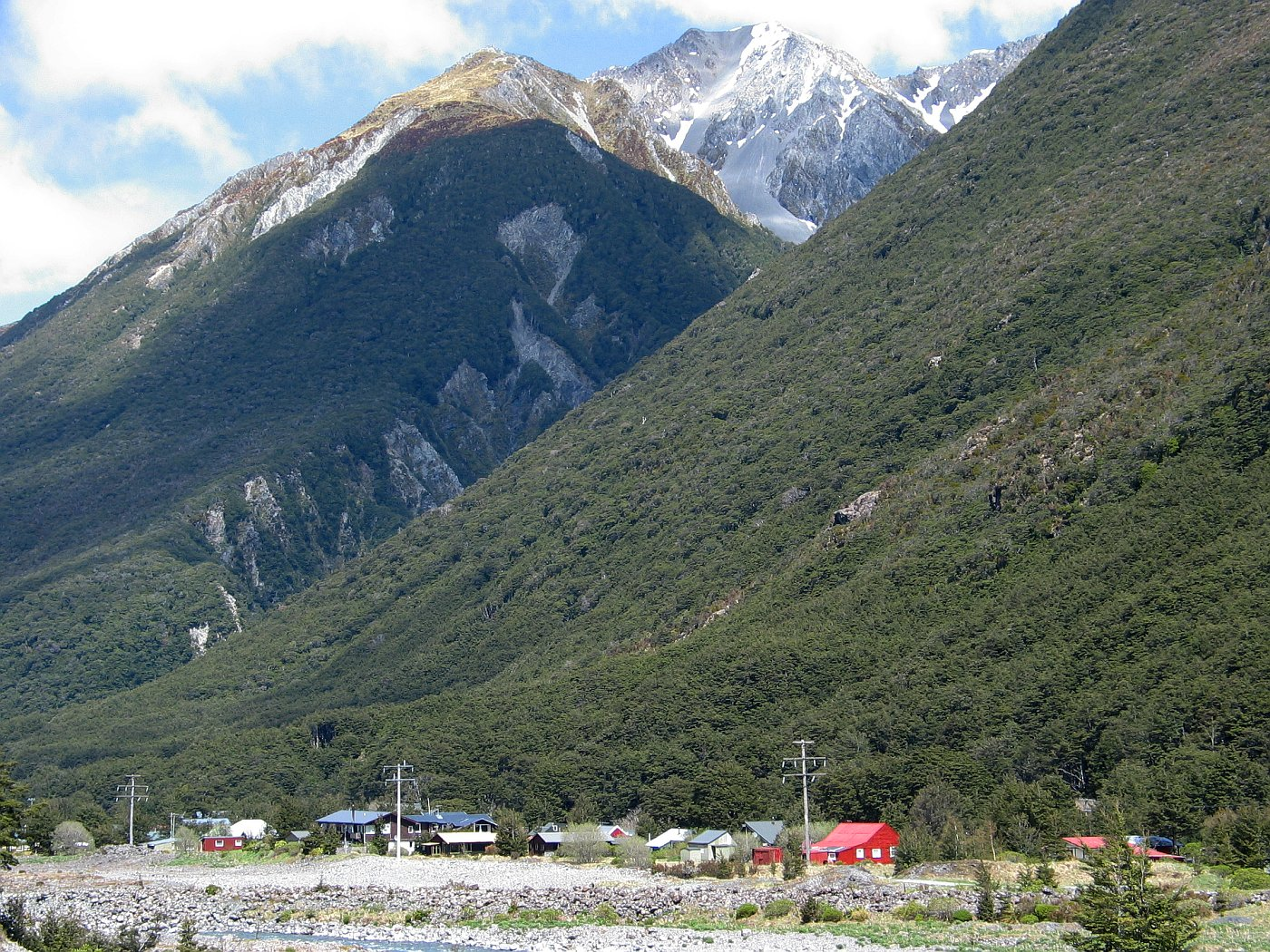
아서스 패스 타운

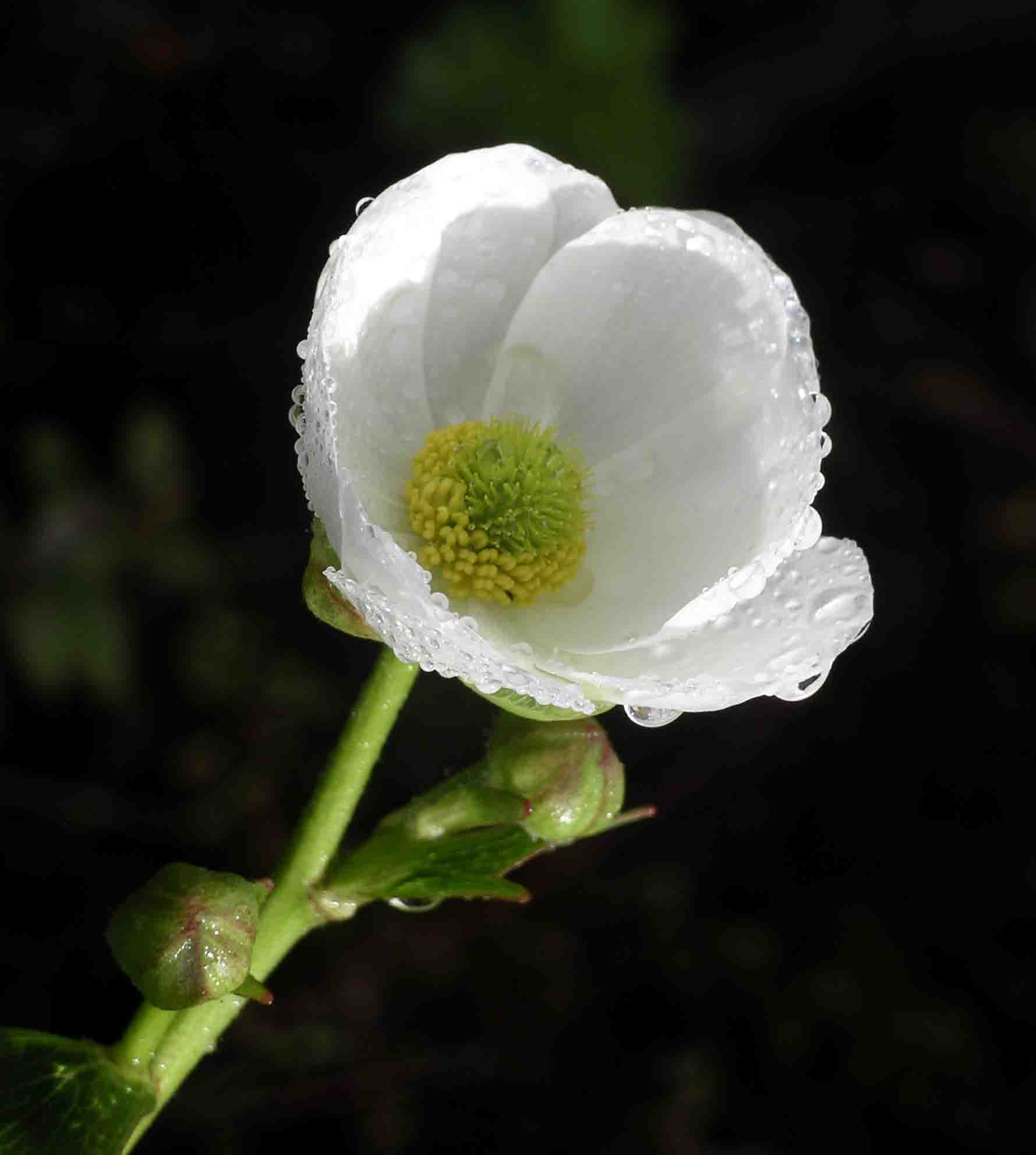
아서스 패스의 물 미나리아재비

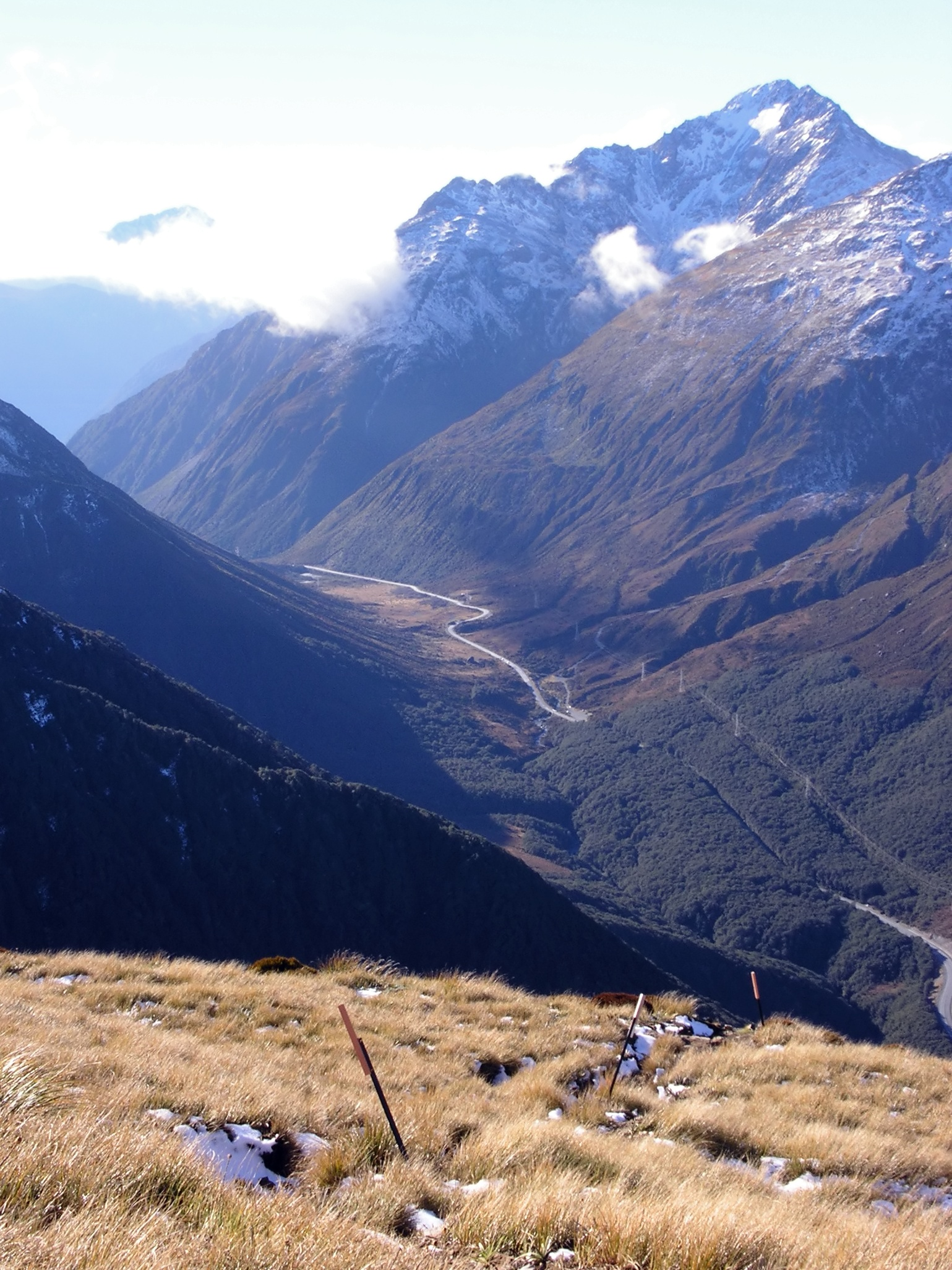
애벌랜치 봉 경사로에서 본 아서스 패스

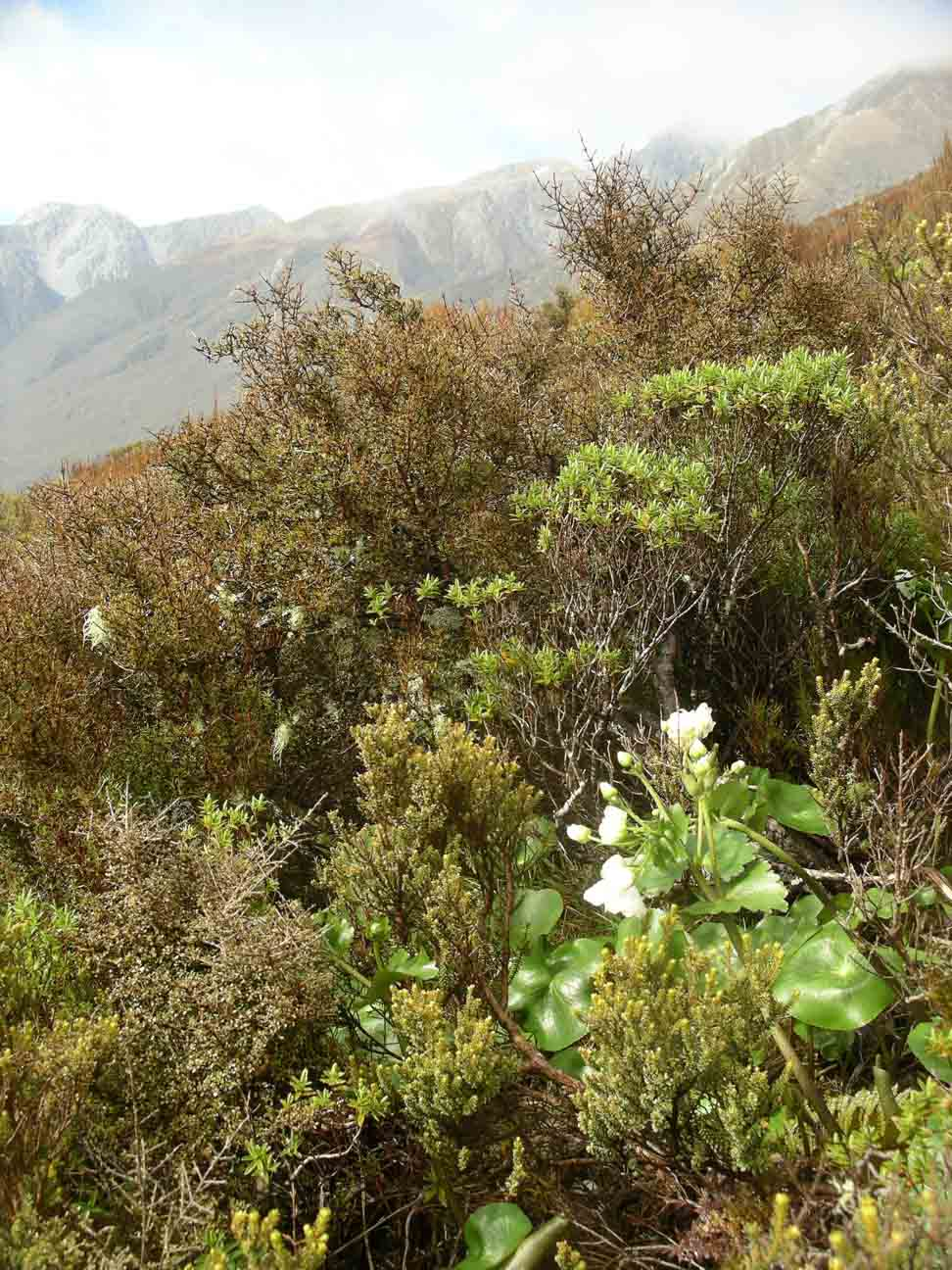
물 미나리아재비

## 지리
이 국립공원은 남섬의 주요 분할자에 의해 매우 분명하게 쪼개진다. 서쪽은 전통적으로 건조하며, 너무밤나무숲과 넓은 강변으로 이루어져있고, 서쪽은 빽빽한 우림을 포함한다. 대부분의 지리는 옛날 빙하활동으로 형성되었으며, 평평한 바닥의 U자형의 계곡을 형성하고 있다. 높은 산맥의 중간은 봉우리와 돌더미 경사로를 덮은 거대한 눈으로 구성되어 있다. 이 공원은 다음과 같은 지리적 특징을 가지고 있다.
- 허먼(Harman), 아와마카리리(Waimakariri Col), 아서스 패스, 고우트, 타라후나, 워슬리, 민친, 그리고 하퍼는 남섬의 주요 분할자의 일부이다.
- 와이마카리리 폭포 헛 가까이에 있는 와이마라카리리 강의 원류이다.
- 빌리, 포울터, 호돈, 화이트, 크로우 그리고 안티 크루우 강은 와이마카리리 강의 수많은 지류이다.
- 아티라, 디셉션 그리고 오테하케 강을 포함한 카라마쿠우 강의 수많은 지류이다.
- 해발 2400의 머치슨 산은 공원 내부의 가장 높은 봉우리이다.

## 레저
이 공원은 트램핑, 스키 그리고 등반으로 인기가 있으며, 인기있는 트램핑 코스는 다음과 같다.
- 밍하-디셉션 (Mingha-Deception), 해안 래이스의 해안 부분
- 애벌런치 봉 (Avalanche Peak)
- 호돈 - 에드워즈 (Hawdon-Edwards)

현지의 날씨 상태는 이곳을 아서스 패스 지역 기상청에서 알아볼 수 있다.

## 안전
아서스 패스 국립공원은 뉴질랜드 내에서도 안전사고가 잦은 국립공원으로 알려져 있다. 2006년 1사분기에만 이 공원을 등반하면서 두 사람이 죽다. 정식적인 연구조사가 없기 때문에, 트램핑을 하는 이들과 아서스 패스 지역 사회에서는 거친 산악지대와 쉬운 접근의 결합으로 높은 사고와 사망률을 기록하는 것으로 생각한다.

## 같이 보기
- 뉴질랜드의 국립공원